# Vicomté de Sens
 (novembre 2013).
Si vous disposez d'ouvrages ou d'articles de référence ou si vous connaissez des sites web de qualité traitant du thème abordé ici, merci de compléter l'article en donnant les références utiles à sa vérifiabilité et en les liant à la section « Notes et références ».
La vicomté de Sens fait partie du comté de Sens. Comme toute vicomté, le titulaire gère des droits vicomtaux dans le cadre du comté. Un titulaire prénommé Garnier apparaît au début du IXe siècle. L'historien Georges de Manteyer (1867-1948) voit en lui un ancêtre des Humbertiens dont est issue la maison royale de Savoie.
Vers 1032, le vicomte cité peut avoir détenu la fonction, soit du chef de la mainmise royale sur la cité, soit du chef de la mainmise du comte de Blois.
Vers 1075, les vicomtes tiennent leur fonction du Roi, qui a intégré le comté dans le domaine royal définitivement en 1055.
Vers 1190, une "pancarte" énumère les tarifs des différents péages de Sens : par eau, et par terre. Ce document, publié deux fois, est un très précieux document sur la langue française.  Il semble avoir été rédigé au terme de l'affrontement entre le Roi et le vicomte Galeran. Un cantonnement précis des droits vicomtaux est réalisé. Ainsi, entre autres, Mâlay-le-Vicomte (ex le-Grand) est séparé de Mâlay-le-Roi (ex. le-Petit). La pancarte permet de mesurer le poids des prélèvements réservés au vicomte : entre un tiers et la moitié des taxes pesant sur le commerce et le transit des produits . Peu après, aucun des descendants dues vicomtes ne se titre vicomte, préférant afficher la seigneurie de leur château principal (Vallery et Chaumont-sur-Yonne).
À compter de 1269, plusieurs des descendants des vicomtes (famille des Barres) vendent leur part de la vicomté à l'archevêque de Sens, y mêlant des droits féodaux sur divers fiefs.
Localement, le terme de "vicomté" devient un toponyme affecté à l'embouchure de la Vanne.

## Sources
- Étienne Meunier,Le patrimoine des vicomtes de Sens au Moyen Age, Bulletin de la Société archéologique de Sens, n° 31, 1989 (1990)
- Les coutumes et péages de la vicomté de Sens, Henri Monceaux, Sens